# Litle-Kari
Litle-Kari är en 2 meter hög holme 2 km nordost om Kap Lollo på Bouvetön (Norge). Den kartlades av första Norvegiaexpeditionen 1927 liksom Store-Kari 1,5 km västerut.